# Liste der Nummer-eins-Hits in Malaysia (2020)
Diese Liste der Nummer-eins-Hits in Malaysia 2020 basiert auf den offiziellen Chartlisten der RIM. Die Charts basieren allein auf Musikstreaming.
Die erste Chartwoche 2020 begann am 6. Januar, womit der Bezugszeitraum der Charts nunmehr Montag–Sonntag ist.

## Singles
| ← 2019 ← | Liste der Nummer-eins-Hits in Malaysia | Liste der Nummer-eins-Hits in Malaysia | Liste der Nummer-eins-Hits in Malaysia | 2021 →                    |
| \| Zeitraum \| Wo. ges. \| Interpret \| Titel Autor(en) \| Zusätzliche Informationen \| \| (Zeitraum, Wochen auf Platz eins, Interpret, Titel, Autor[en], zusätzliche Informationen) \| \| \| \| \| \| ----------------------------------------------------------------------------------------- \| -------- \| --------------------------------- \| --------------------------------------------------------------------------------------------------------------------------------------------------------------- \| ------------------------- \| \| 6. Januar 2020 – 26. Januar 2020 3 Wochen (insgesamt 11) \| 11 \| Tones and I \| Dance Monkey Toni Watson \| – \| \| 27. Januar 2020 – 2. Februar 2020 1 Woche \| 1 \| BTS \| Black Swan Dan August Rigo, Kang Hyo-won, Kim Nam-jun, Vincent M. Nantes, Clyde Kelly \| – \| \| 3. Februar 2020 – 1. März 2020 4 Wochen (insgesamt 11) \| 11 \| Tones and I \| Dance Monkey Toni Watson \| – \| \| 2. März 2020 – 8. März 2020 1 Woche \| 1 \| BTS \| On Dan August Rigo, Hyo Won Kang, Kim Nam-jun, Min Yoon-gi, Jeong Ho-seok, Michel Schulz, Antonina Armato, Julia Ross, Melanie Joy Fontana, Krysta Marie Youngs \| – \| \| 9. März 2020 – 22. März 2020 2 Wochen \| 2 \| Justin Bieber feat. Quavo \| Intentions Jason Boyd, Justin Drew Bieber, Quavious Keyate Marshall, Dominic J. Jordan, James M. Giannos \| – \| \| 23. März 2020 – 29. März 2020 1 Woche \| 1 \| Itzy \| Wannabe Musik: Song Young-jin, Bick San-cho; Text: Park Cho-rong \| – \| \| 30. März 2020 – 10. Mai 2020 6 Wochen \| 6 \| Powfu feat. Beabadoobee \| Death Bed Isaiah Faber, Beatrice Laus, Oscar Lang \| – \| \| 11. Mai 2020 – 17. Mai 2020 1 Woche \| 1 \| IU feat. Suga \| Eight IU, Suga, El Capitxn \| – \| \| 18. Mai 2020 – 25. Juni 2020 5 Wochen \| 5 \| Ariana Grande feat. Justin Bieber \| Stuck with U Skyler Stonestreet, Scott S. Braun, Justin Drew Bieber, Ariana Grande, Whitney Lauren Phillips, Gian Michael Stone, Freddy Wexler \| – \| \| 26. Juni 2020 – 20. August 2020 8 Wochen \| 8 \| Blackpink \| How You Like That 24, R. Tee, Teddy Park, Danny Chung \| – \| \| 21. August 2020 – 1. Oktober 2020 6 Wochen \| 6 \| BTS \| Dynamite Jessica Agombar, David Alexander Stewart \| – \| \| 2. Oktober 2020 – 22. Oktober 2020 3 Wochen \| 3 \| Blackpink \| Lovesick Girls 24, Brian Lee, Danny Chung, David Guetta, Jennie Kim, Kim Ji-soo, Leah Haywood, Lee Seung-joo \| – \| \| 23. Oktober 2020 – 5. November 2020 2 Wochen (insgesamt 3) \| 3 \| Ariana Grande \| Positions Angelina Sherie Barrett, Brian Vincent Bates, Tommy Brown, Nua Charles, Steve Franks, Ariana Grande, London Tyler Holmes, James Jarvis \| – \| \| 6. November 2020 – 12. November 2020 1 Woche \| 1 \| Justin Bieber with Benny Blanco \| Lonely Finneas Baird O’Connell, Justin Bieber, Benjamin Joseph Levin \| – \| \| 13. November 2020 – 19. November 2020 1 Woche (insgesamt 3) \| 3 \| Ariana Grande \| Positions Angelina Sherie Barrett, Brian Vincent Bates, Tommy Brown, Nua Charles, Steve Franks, Ariana Grande, London Tyler Holmes, James Jarvis \| – \| \| 20. November 2020 – 17. Dezember 2020 4 Wochen \| 4 \| BTS \| Life Goes On Christopher James Brenner, Ho Yeon Kang, Kim Nam-jun, Alina Paulsen, Antonina Armato, Min Yoon-gi, Jeong Ho-seok \| – \| \| 18. Dezember 2020 – 7. Januar 2021 3 Wochen \| 3 \| Pink Sweats \| At My Worst John Graham Hill, David Bowden \| – \| |                                        |                                        | |                           |
| ← 2019 |                                        |                                        | | → 2021 →                  |
| Zeitraum | Wo. ges.                               | Interpret                              | Titel Autor(en) | Zusätzliche Informationen |
| (Zeitraum, Wochen auf Platz eins, Interpret, Titel, Autor[en], zusätzliche Informationen) |                                        |                                        | |                           |
| 6. Januar 2020 – 26. Januar 2020 3 Wochen (insgesamt 11) | 11                                     | Tones and I                            | Dance Monkey Toni Watson | –                         |
| 27. Januar 2020 – 2. Februar 2020 1 Woche | 1                                      | BTS                                    | Black Swan Dan August Rigo, Kang Hyo-won, Kim Nam-jun, Vincent M. Nantes, Clyde Kelly                                                                           | –                         |
| 3. Februar 2020 – 1. März 2020 4 Wochen (insgesamt 11) | 11                                     | Tones and I                            | Dance Monkey Toni Watson | –                         |
| 2. März 2020 – 8. März 2020 1 Woche | 1                                      | BTS                                    | On Dan August Rigo, Hyo Won Kang, Kim Nam-jun, Min Yoon-gi, Jeong Ho-seok, Michel Schulz, Antonina Armato, Julia Ross, Melanie Joy Fontana, Krysta Marie Youngs | –                         |
| 9. März 2020 – 22. März 2020 2 Wochen | 2                                      | Justin Bieber feat. Quavo              | Intentions Jason Boyd, Justin Drew Bieber, Quavious Keyate Marshall, Dominic J. Jordan, James M. Giannos                                                        | –                         |
| 23. März 2020 – 29. März 2020 1 Woche | 1                                      | Itzy                                   | Wannabe Musik: Song Young-jin, Bick San-cho; Text: Park Cho-rong                                                                                                | –                         |
| 30. März 2020 – 10. Mai 2020 6 Wochen | 6                                      | Powfu feat. Beabadoobee                | Death Bed Isaiah Faber, Beatrice Laus, Oscar Lang | –                         |
| 11. Mai 2020 – 17. Mai 2020 1 Woche | 1                                      | IU feat. Suga                          | Eight IU, Suga, El Capitxn | –                         |
| 18. Mai 2020 – 25. Juni 2020 5 Wochen | 5                                      | Ariana Grande feat. Justin Bieber      | Stuck with U Skyler Stonestreet, Scott S. Braun, Justin Drew Bieber, Ariana Grande, Whitney Lauren Phillips, Gian Michael Stone, Freddy Wexler                  | –                         |
| 26. Juni 2020 – 20. August 2020 8 Wochen | 8                                      | Blackpink                              | How You Like That 24, R. Tee, Teddy Park, Danny Chung | –                         |
| 21. August 2020 – 1. Oktober 2020 6 Wochen | 6                                      | BTS                                    | Dynamite Jessica Agombar, David Alexander Stewart | –                         |
| 2. Oktober 2020 – 22. Oktober 2020 3 Wochen | 3                                      | Blackpink                              | Lovesick Girls 24, Brian Lee, Danny Chung, David Guetta, Jennie Kim, Kim Ji-soo, Leah Haywood, Lee Seung-joo                                                    | –                         |
| 23. Oktober 2020 – 5. November 2020 2 Wochen (insgesamt 3) | 3                                      | Ariana Grande                          | Positions Angelina Sherie Barrett, Brian Vincent Bates, Tommy Brown, Nua Charles, Steve Franks, Ariana Grande, London Tyler Holmes, James Jarvis                | –                         |
| 6. November 2020 – 12. November 2020 1 Woche | 1                                      | Justin Bieber with Benny Blanco        | Lonely Finneas Baird O’Connell, Justin Bieber, Benjamin Joseph Levin                                                                                            | –                         |
| 13. November 2020 – 19. November 2020 1 Woche (insgesamt 3) | 3                                      | Ariana Grande                          | Positions Angelina Sherie Barrett, Brian Vincent Bates, Tommy Brown, Nua Charles, Steve Franks, Ariana Grande, London Tyler Holmes, James Jarvis                | –                         |
| 20. November 2020 – 17. Dezember 2020 4 Wochen | 4                                      | BTS                                    | Life Goes On Christopher James Brenner, Ho Yeon Kang, Kim Nam-jun, Alina Paulsen, Antonina Armato, Min Yoon-gi, Jeong Ho-seok                                   | –                         |
| 18. Dezember 2020 – 7. Januar 2021 3 Wochen | 3                                      | Pink Sweats                            | At My Worst John Graham Hill, David Bowden | –                         |